# Primera División C 2017
El campeonato de la Primera División C 2017 del fútbol paraguayo, denominado 95 años del club Deportivo Pinozá es la vigésimo primera edición oficial de la Primera División C como Cuarta División organizada por la Asociación Paraguaya de Fútbol. El campeonato inició el 22 de abril de 2017. Son 13 los equipos que compiten en el campeonato, el retorno del club General Caballero SF que terminó en la última posición en la temporada 2015 y que tras su desprogramación debería haber retornado para esta temporada, no fue admitido. El club General Caballero CG último en la temporada pasada no recibió el castigo de la desprogramación por lo que compite actualmente en la división.

## Sistema de competición
Con 13 equipos, el sistema de competición esta temporada será a dos ruedas todos contra todos, completando 26 fechas, el campeón y el subcampeón lograran el ascenso a la Primera División B (tercera división).
La cantidad de equipos finalmente es de 13 para esta temporada, ya que se resolvió rechazar el retorno del club General Caballero SF. Además fue rechazado el pedido de afiliación de los clubes Teniente Herreros Bueno de Luque, y Juventud Ypanense de Ypané.

## Producto de la clasificación
- El torneo coronará al 21º campeón en la historia de la Primera División C.

- Tanto el campeón y el subcampeón obtendrán directamente su ascenso a la Tercera División.[9]

- El equipo que obtenga el menor puntaje en la tabla de promedios será desprogramado de la temporada siguiente y solo podría volver para el campeonato del 2019.

## Ascensos y descensos
| Ascendidos a Primera B                                    |
| --------------------------------------------------------- |
| Pilcomayo (Campeón de la Primera División C)              |
| Cristóbal Colón JAS (Subcampeón de la Primera División C) |
| 24 de Setiembre VP (Tercero de la Primera División C)     |

| Descendido de Primera B                  |
| ---------------------------------------- |
| Oriental (Último en la temporada pasada) |

## Equipos participantes
| Equipo               | Fundación               | Ciudad               | Estadio                 | Capacidad |
| -------------------- | ----------------------- | -------------------- | ----------------------- | --------- |
| 1° de Marzo          | 1 de marzo de 1963      | Fernando de la Mora  | 1° de Marzo             | 2000      |
| 12 de Octubre SD     | 12 de octubre de 1922   | Asunción             | Rafael Giménez          | 2000      |
| Atlántida            | 23 de diciembre de 1906 | Asunción             | Flaviano Díaz           | 1000      |
| Sport Colonial       | 18 de enero de 1948     | Asunción             | Celestino Mongelós      | 600       |
| Humaitá              | 19 de febrero de 1932   | Mariano Roque Alonso | Pioneros de Corumba Cué | 7000      |
| Juventud             | 28 de agosto de 1920    | Asunción             | Juventud                | 2000      |
| General Caballero CG | 10 de febrero de 1948   | Luque                | 26 de Febrero           | 1000      |
| Oriental             | 12 de marzo de 1912     | Asunción             | Oriental                | 1800      |
| Pinozá               | 11 de enero de 1922     | Asunción             | Alfredo Stroessner      | 80        |
| Presidente Hayes     | 8 de noviembre de 1907  | Asunción             | Coronel Félix Cabrera   | 5000      |
| Silvio Pettirossi    | 11 de marzo de 1926     | Asunción             | Bernabé Pedrozo         | 4000      |
| Tembetary            | 3 de agosto de 1912     | Asunción - Ypané     |                         |           |
| Valois Rivarola      | 12 de julio de 1936     | Asunción             | Gregorio Sarubbi        | 500       |

### Distribución geográfica de los equipos
| Departamento         | #  | Clubes |
| -------------------- | -- | --- |
| Distrito Capital     | 10 | 12 de Octubre SD, Atlántida, Colonial, Juventud, Oriental, Pinozá, Pte. Hayes, Silvio Pettirossi, Tembetary, Valois Rivarola |
| Departamento Central | 3  | Humaitá (Mariano Roque Alonso); General Caballero CG (Luque); 1° de Marzo (Fernando de la Mora)                              |

## Clasificación
| Pos | Equipo               | PJ | G | E | P | GF | GC | S  | Pts |
| --- | -------------------- | -- | - | - | - | -- | -- | -- | --- |
| 1º  | Presidente Hayes     | 3  | 2 | 1 | - | 5  | 3  | 2  | 7   |
| 2º  | Oriental             | 3  | 2 | - | 1 | 8  | 5  | 3  | 6   |
| 3º  | Atlántida            | 2  | 2 | - | - | 4  | 2  | 2  | 6   |
| 4º  | Tembetary            | 1  | 1 | - | - | 2  | 0  | 2  | 3   |
| 5º  | Sport Colonial       | 1  | 1 | - | - | 2  | 1  | 1  | 3   |
| 6º  | Silvio Pettirossi    | 2  | 1 | - | 1 | 4  | 4  | 0  | 3   |
| 7°  | Pinozá               | 2  | 1 | - | 1 | 3  | 3  | 0  | 3   |
| 8º  | Valois Rivarola      | 2  | 1 | - | 1 | 4  | 6  | -2 | 3   |
| 9º  | 1° de Marzo          | 2  | - | 1 | 1 | 1  | 1  | 0  | 1   |
| 10º | General Caballero CG | 2  | - | 1 | 1 | 3  | 4  | -1 | 1   |
| 11º | 12 de Octubre SD     | 2  | - | 1 | 1 | 2  | 3  | -1 | 1   |
| 12º | Juventud             | 2  | - | - | 2 | 2  | 4  | -2 | 0   |
| 13º | Humaitá              | 2  | - | - | 2 | 0  | 2  | -3 | 0   |

## Resultados
| Sport Colonial   | 2 - 1 | Pinozá               | Flaviano Díaz         | 22 de abril |
| Atlántida        | 3 - 2 | Silvio Pettirossi    | Flaviano Díaz         | 23 de abril |
| Juventud         | 1 - 2 | Oriental             | Juventud              | 23 de abril |
| Valois Rivarola  | 2 - 1 | General Caballero CG | Gregorio Sarubbi      | 23 de abril |
| 12 de Octubre SD | 1 - 1 | 1° de Marzo          | 26 de Febrero         | 23 de abril |
| Presidente Hayes | 1 - 0 | Humaitá              | Coronel Félix Cabrera | 23 de abril |
| Libre: Tembetary |       |                      |                       |             |

|        | - |  |  | 29 y 30 de abril |
|        | - |  |  | 29 y 30 de abril |
|        | - |  |  | 29 y 30 de abril |
|        | - |  |  | 29 y 30 de abril |
|        | - |  |  | 29 y 30 de abril |
|        | - |  |  | 29 y 30 de abril |
| Libre: |   |  |  |                  |

## Puntaje promedio
El promedio de puntos de un club es el cociente que se obtiene de la división de su puntaje acumulado en las últimas tres temporadas en la división, por la cantidad de partidos que haya jugado durante dicho período. Este determina, al final de cada temporada, al equipo que será desprogramado por una temporada.
| Pos | Club                 | Prom  | PTS | PJ | 2015 | 2016 | 2017 |
| --- | -------------------- | ----- | --- | -- | ---- | ---- | ---- |
| 1º  | Oriental             | 3,000 | 3   | 1  | -    | -    | 3    |
| 2º  | 12 de Octubre SD     | 2,000 | 58  | 29 | 33   | 24   | 1    |
| 3º  | Atlántida            | 2,000 | 58  | 29 | 28   | 27   | 3    |
| 4º  | Presidente Hayes     | 1,793 | 52  | 29 | 30   | 19   | 3    |
| 5º  | 1° de Marzo          | 1,666 | 25  | 15 | -    | 24   | 1    |
| 6º  | Juventud             | 1,413 | 41  | 29 | 26   | 15   | 0    |
| 7º  | Valois Rivarola      | 1,379 | 40  | 29 | 23   | 14   | 3    |
| 8º  | Pinozá               | 1,137 | 33  | 29 | 11   | 22   | 0    |
| 9º  | Silvio Pettirossi    | 0,931 | 27  | 29 | 10   | 17   | 0    |
| 10º | Sport Colonial       | 0,931 | 27  | 29 | 5    | 19   | 3    |
| 11º | Humaitá              | 0,931 | 27  | 29 | 13   | 14   | 0    |
| 12º | Tembetary            | 0,714 | 20  | 28 | 7    | 13   | 0    |
| 13º | General Caballero CG | 0,533 | 8   | 15 | -    | 8    | 0    |

 Pos=Posición; Prom=Promedio; PT=Puntaje total; PJ=Partidos jugados
|  | En zona de desprogramación por un año. |